# Breda Barst
Breda Barst is een jaarlijks muziekevenement in Breda Centrum in Breda.
Het is het enige popfestival van Breda in de open lucht op het Kasteelplein en in Park Valkenberg. Het festival werd voor het eerst gehouden op 24 juni 1995 op het terrein van de voormalige Chassékazerne.
Negen bands stonden toen op het podium, waarvan vijf uit de regio. 
Een kleine 2000 muziekliefhebbers bezochten toen het festival. In de daarop volgende edities werd ook theater toegevoegd aan het programma. Gestaag groeide de belangstelling, hoewel door het slechte weer in 1997 het festival minder bezoekers trok dan verwacht. 
In 2009 wordt het gehouden op 19 en 20 september. Enkele deelnemers zijn onder andere Blood Red Shoes, Delain, Ziggy, Drive Like Maria, Textures, A Brand, Rosemary's Sons, Junkstar, Jasper Erkens en Noisia (Breda Beats).